# Tribopertha aegyptica
Tribopertha aegyptica är en skalbaggsart som beskrevs av Blanchard 1851. Tribopertha aegyptica ingår i släktet Tribopertha och familjen Rutelidae. Inga underarter finns listade i Catalogue of Life.